# نواة الذرة

تمثيل لشكل ذرة الهيليوم-4. النواة تحتوي على بروتونين باللون الأحمر ونيوترونين بالأزرق. ويحيطها غلاف مكون من 2 إلكترونات يشغلان الغلاف 2s (سحابة رمادية اللون).

النَّوَاةُ (الجمع: نَوَيات ونَوَىً) جزء الذرة الجوهري (أي: الأساسي المركزي)، تدورُ حولَه الإلِكِترونات، تتكاثف فيه كتلة الذرة، تَشغَل جزءً غايةً في الصِّغَر من حجم الذرة، ومعظم كتلتها من البُروتونات موجبة الشِحنة والنُّترونات المتعادلة الشِحنة؛ فتكون النواةُ موجبةَ الشِحنة، وشِحنة البروتونات الموجبة تساوي شِحنة الألِكِترونات السالبة عددًا؛ فتتعادل الذرة كهربياً. وهي أطروحة تفسير بِنية الذرة على أنها نواة موجبة الشِحنة تدور حولَها إلِكِترونات سالبة الشحنة لنتائج تجرِبة رَذَرفورد سنةَ 1911، وهو تفسيرٌ هَدَمَ التصورَ السابق لبِنية الذرة على أنها توزيع متوازن نسبيًا للكلتة. تجمع مكونات النواة طاقة كبيرة جدًا وهي قوى الترابط النووي؛ أكبرُ قوة نعرفها بين الجسيمات الأولية إلَّا أنَّ تأثيرَها على مسافة صغيرة جدًا في حدود قُطر النواة.
يتراوح نصف قطر النواة بين 1.75 fm (فيمتومتر) (1.75×10−15 م) للهِدروجين (أي نصف قطر بروتون وحيد) إلى حوالَيْ 15 فيمتومترًا للذرات الأكبر كتلة كاليورانيوم. وهذه الأبعاد أصغر جدًا من قطر الذرة نفسها (النواة والإلكترونات) فهي أصغر بحوالَيْ 23 ألف مرة لليورانيوم و145 ألف مرة للهيدروجين.
ويسمى فرعُ الفيزياء الذي يدرس ويفهم نَواة الذرة وتركيبَها والقوى العاملة فيها بالفيزياء الذرية.

## بِنية نَواة الذرة

تتكون النواة الذرية من بروتونات (أحمر) ونيوترونات (أزرق)، مجموعهما يحدد الكتلة الذرية.

عند حساب مجموع كتل البروتونات وكتل النيوترونات المنفردة الحرة، ومجموع كتلتها مترابطة داخل النواة نجد أنها تكون أكبر من كتلة النواة ذاتها؛ وهذا يعزى إلى أن جزء من الكتلة تحول إلى طاقة تساعد في ربط مكونات النواة وهي طاقة الترابط النووى. ويسمى الفرق بين مجموع كتل البروتونات والنيوترونات منفردة وكتلتها في النواة ب نقص الكتلة. ونقص الكتلة هذا يعادل طاقة الارتباط طبقا لمعادلة أينشتاين لتكافؤ الكتلة والطاقة.
النواة هي مركز الذرة. تتكون النويات من بروتونات، ونيوترونات. عدد البورتونات في نواة الذرة يطلق عليه العدد الذري، ويحدد أي عنصر له هذه الذرة. فمثلاً النواة التي بها بروتون واحد (أي النواة الوحيدة التي يمكن أن لا يكون بها نيوترونات) من مكونات ذرة الهيدروجين، والتي بها 6 بروتونات، ترجع للعنصر كربون، أو التي بها 8 بروتونات أكسجين. يحدد عدد النيورتونات نظائر العنصر. عدد النيوترونات والبروتونات متناسب، وفي النويات الصغيرة يكونا تقريبا متساويين، بينما يكون في النويات الثقيلة عدد كبير من النيوترونات. والرقمان معا يحددا النيوكليد (أحد أنواع النويات). البروتونات والنيوترونات لهما تقريبا نفس الكتلة، ويكون عدد الكتلة مساويا لمجموعهما معا، والذي يساوي تقريبا الكتلة الذرية. وكتلة الإلكترونات صغيرة بالمقارنة بكتلة النواة.
نصف قطر النوكليون (نيترون أو بروتون) يساوي 1 fm (فيمتو متر = 10−15 m). بينما نصف قطر النواة، والذي يمكن أن يكون تقريبا الجذر التربيعي لعدد الكتلة مضروبا في 1.2 fm، أقل من 0.01% من قطر الذرة. وعلى هذا تكون كثافة النواة أكثر من تريليون (1012) مرة من الذرة ككل. ويكون لواحد مللي متر مكعب من مادة النواة، لو ضُغط، كتلة تبلغ 200,000 طن. النجم النيتروني يتكون من مثل هذا التصور.
وبالرغم من أن البروتونات الموجبة الشحنة يحدث بينها وبين بعضها تضاد كهرمغناطيسي، فإن المسافة بين النيوكلونات تكون صغيرة بدرجة كافية لأن يكون التجاذب القوي (والذي تكون أقوى من القوى الكهرمغناطيسية ولكن تقل بشدة مع بعد المسافة) غالب عليها. (وتكون قوى الجاذبية مهملة، لكونها أضعف 1036 من التضاد الكهرمغناطيسي).
كان اكتشاف الإلكترون أول إشارة على أن الذرة لها بناء داخلي. وهذا البناء كان تصوره المبدئي طبقا «لكعك الزبيب» أو سكل بودنج الخوخ، والذي فيه تكون الإلكترونات الصغيرة، السالبة الشحنة مغمورة في كرة كبيرة تحتوى على الشحنات الموجبة. وقد اكتشف إيرنست رذرفورد وماردسون، في عام 1912 عند إجراء تجربتهم الشهيرة تجربة رقاقة الذهب، أن جسيمات ألفا من الراديوم كمصدر كانت تتشتت للخلف عند توجيهها على رقاقة الذهب، والذي أدى إلى تقبل نموذج بور، الشكل الكوكبي الذي تدور فيه الإلكترونات حول النواة بنفس الطريقة التي تدور فيها الكواكب حول الشمس.
يمكن للنويات الثقيلة أن تحتوى على مئات من النيوكلونات (النيوترونات والبروتونات)، والذي يعنى أنه ببعض التقريب يمكن معاملتها على أنها ميكانيكا تقليدية، أكثر من كونها ميكانيكا كمية. وفي نموذج القطرة الناتج، تكون النويات لها طاقة ناتجة جزئيا من التوتر السطحي، وجزئيا من التضاد الكهربي للبروتونات. ويستطيع نموذج نقطة السائل إعادة إنتاج ظواهر عديدة للنواة، متضمنة الاتجاه العام لطاقة الترابط بالنسبة إلى عدد الكتلة، وأيضا ظاهرة الانشطار النووي.
وعموما، بالنظر لتركيب هذه الصورة التقليدية، فإن تأثيرات ميكانيكا الكم، والتي يمكن أن توصف باستخدام نموذج الغلاف النووي، تم تطويرها كثيرا بمعرفة ماريا غوبرت-ماير. النواة التي لها عدد معين من النيوترونات والبروتونات (الرقم السحري 2، 8، 20، 50، 82، 126......) تكون بالتحديد ثابتة، لأن أغلفتها تكون ممتلئة.
وحيث أن بعض النويات تكون ثابتة أكثر من الأخرى، فإنه يتبع ذلك أن الطاقة يمكن أن تنطلق من التفاعلات النووية. مصدر طاقة الشمس الانصهار النووي، والذي فيه تصطدم نويتين ويتحدا لإنتاج نواة أكبر. العملية العكسية هي الانشطار النووي، والتي تمد المفاعلات النووية بالطاقة. وحيث أن طاقة الترابط لكل نيوكلون هي كحد أقصى للنواة المتوسطة (تقريبا الحديد)، فإن الطاقة تنطلق إما باندماج النويات الخفيفة، أو بانشطار النويات الثقيلة.
العناصر حتى الحديد تتكون في النجوم خلال تسلسل مراحل الانشطار، مثل سلسلة تفاعل بروتون-بروتون ، ودورة CNO، وتفاعل ألفا-الثلاثي. وارتقاء العناصر الأثقل يتكون خلال نشوء النجوم. وحيث أن ذروة طاقة الترابط لكل نيوكلون تكون تقريبا حول الحديد، فإن الطاقة تنتج فقط للعمليات الانشطار تحت هذه النقطة. وتكوين النويات الأثقل يتطلب طاقة، وعلى ذلك فإن غمكانية حدويها خلال انفجارات السوبرنوفا، والتي يتم إطلاق كميا هائلة من الطاقة فيها.
التفاعلات النووية تحدث بطريقة طبيعية على الأرض، وفي الواقع هي شائعة الحدوث. وتتضمن إضمحلال ألفا، وإضمحلال بيتا، كما أن النويات الثقيلة مثل اليورانيوم يمكن أن يحدث لها أيضا انشطار. كما أن هناك مثل معروف لانشطار نووي طبيعي، والذي حدث في أوكلو، الجابون، أفريقيا منذ 1.5 مليار سنة.
وكثير من الأبحاث في الفيزياء النووية تتضمن دراسة النواة تحت الظروف القصوى مثل الدوران وطاقة الإثارة. كما أن النواة يمكن أن يكون لها أشكال غريبة (تشبه كرة قدم أمريكية)، أو نسبة نيوترن إلى بروتون عجيبة. ويمكن للتجارب تصنيع مثل هذه النويات باستخدام الاندماج النووي أو تفعاعلات اصتدام النوكليونات باستخدام شعاع أيوني من معجل جسيمات.
الشعاع الذي يكون له طاقة أكبر يمكن أن يستخدم لعمل نواة في درجات الحرارة العالية، وهناك علامات أن هذه التجارب قد أنتجت انتقال حالة من حالة النواة العادية إلى حالة جديدة، بلازما كوارك-جلوين، وفيها تمتزج كواركات مع بعضها البعض. وطبقا لنظرية النموذج العياري ترتبط الكواركات في ثلاثيات لتكوين البروتون والنيوترون.

## قوى الارتباط
تتشكل قوى الترابط بين مكونات النواة كجزء من التآثر القوي. يربط التآثر القوي الكواركات التي تكوّن البروتونات والنيوترونات. فالقوى النووية التي تربط بين البروتونات والنيوترونات أضعف بكثير من قوة التآثر القوي.
وتعمل القوة النووية خلال مسافات صغيرة بين البروتونات والنيوترونات ولذلك نسمي ذلك الجسيمين في النواة نوكليون. وتتغلب القوة النووية على التنافر بين البروتونات الحادث داخل النواة بتأثير القوة الكهرومغناطيسية فتبقى النواة متماسكة. ونظرا للقصر الشديد لقوة الارتباط النووية فإنها تتخاذل سريعا مع زيادة المسافة (أنظر جهد يوكاوا)، ولذلك تكون النواة الذرية مستقرة إذا لم يتعد حجمها حجما معينا.
وتعتبر نواة الرصاص-208 هي أثقل نواة مستقرة نعرفها (فهي لا تُبدي تحلل ألفا ولا تحلل بيتا) ويأتي مجموع النوكليونات في نواة الرصاص 208 من مجموع البروتونات 82، والنيوترونات 126. أما الأنوية الأكبر من الرصاص-208 فتكون غير مستقرة وتبدي ظاهرة النشاط الإشعاعي أي تتحلل مصدرة أشعة ألفا أو اشعة بيتا. وكلما زادت كتلة النواة وفاقت الرصاص-208 كلما قصر عمر النصف لها لزيادة بعدها عن حالة الاستقرار. ونجد أن البزموت-209 مستقر بالنسبة إلى تحلل بيتا ولكنه يتحلل تحلل ألفا بعمر النصف فائق الطول، يقدر بعمر الكون.
وقد بدأ العلماء عام 1934 في التفكير في طبيعة قوى الارتباط النووية بعد اكتشافهم للنيوترونات واتضاح أن نواة الذرة تتكون من بروتونات ونيوترونات. فقد اعتقد آنذاك أن قوة الارتباط النووية تنتقل عن طريق جسيم أولي يسمى ميزون (مثلما تترابط الذرات بعضها البعض بواسطة الإلكترونات مكونة جزيئات). ثم تعمق العلماء في البحث وأصبح اعتقادنا منذ عام 1970 بأن تلك الميزونات عبارة عن كواركات وجلوونات تنتقل بين النوكليونات التي هي أصلا مكونة من كواركات وجلوونات. وقد أدى هذا النموذج إلى تفسير قوة الارتباط النووية التي تربط النوكليونات بعضها البعض في النواة الذرية، وما هي إلا جزء من التآثر القوي، أشد قوة نعرفها تعمل على الربط بين الكواركات في النوكليونات.

## مواضيع ذات صلة
- قائمة جسيمات
- نشاط إشعاعي
- اندماج نووي
- انشطار نووي
- فيزياء نووية
- عدد ذري
- كتلة ذرية
- نظير

## وصلة خارجية
- SCK.CEN مركز الأبحاث النووية البلجيكي Mol، Belgium